# Mykrä (sjö i Puumala, Södra Savolax)
Mykrä är en sjö i kommunen Puumala i landskapet Södra Savolax i Finland. Sjön ligger 90,6 meter över havet. Arean är 67 hektar och strandlinjen är 9,98 kilometer lång. Sjön  ingår i Vuoksens huvudavrinningsområde.   Den ligger omkring 49 kilometer öster om S:t Michel och omkring 240 kilometer nordöst om Helsingfors. 
I sjön finns ön Piensaari. 